# 韦恩斯维尔
韦恩斯维尔（英語：Waynesville）是美国的一座小镇，北卡罗来纳州海伍德縣的县城。它是海伍德縣最大的小镇，也是北卡阿什维尔以西最大的镇，位于阿什维尔西南方向30英里（48）处，在大烟山、藍嶺山脈之间。